# Оберарнбах
Оберарнбах (нем. Oberarnbach) — община в Германии, в земле Рейнланд-Пфальц. 
Входит в состав района Кайзерслаутерн. Подчиняется управлению Ландштуль.  Население составляет 428 человек (на 31 декабря 2010 года). Занимает площадь 5,08 км².